# Manfred Zetzsche
Manfred Zetzsche (* 10. Februar 1930 in Altenburg; † 22. August 2023 in Leipzig) war ein deutscher Schauspieler.

## Leben
Manfred Zetzsche erhielt von 1948 bis 1950 seine künstlerische Ausbildung an der Hochschule für Musik in Leipzig unter anderem bei Karl Kayser, Albert Garbe und Martin Flörchinger. Es folgten Theaterengagements in Leipzig und für vier Jahre in Weimar (dort zumeist unter der Regie von Fritz Bennewitz), von 1963 bis 1995 war er Ensemblemitglied der Städtischen Bühnen Leipzig. Außerdem war er intensiv als Synchronsprecher und in der Ausbildung von Schauspielernachwuchs an der Leipziger Theaterhochschule „Hans Otto“ tätig.
Ab 1959 war er für den DFF tätig und gab 1964 in dem Kriminalfilm Schwarzer Samt sein Debüt bei der DEFA.
Manfred Zetzsche starb im August 2023 in einem Leipziger Pflegeheim im Alter von 93 Jahren.

## Filmografie (Auswahl)
- 1964: Schwarzer Samt
- 1966: Schatten über Notre Dame (1 Folge)
- 1970: Heiner Fink
- 1970: Zollfahndung (TV-Serie, 13 Folgen)
- 1970: Im Spannungsfeld
- 1971: Angebot aus Schenectady
- 1972: Trotz alledem!
- 1972: Der Regimentskommandeur
- 1972: Schwarzer Zwieback
- 1973: Polizeiruf 110: Alarm am See (TV-Reihe)
- 1974: Johannes Kepler
- 1975: Suse, liebe Suse
- 1975: Zwischen Nacht und Tag
- 1975: Abenteuer mit Blasius
- 1976: Strategie der Träume
- 1976: Zur See (TV-Serie)
- 1980: Karl Marx – Die jungen Jahre
- 1981/1988: Jadup und Boel
- 1981: Peters Jugend
- 1982: Der Mann von der Cap Arcona
- 1982: Der Scout
- 1983: Der Bastard
- 1984: Wo andere schweigen
- 1986: Startfieber
- 1986: Pelle der Eroberer
- 1987: Bebel und Bismarck (Fernsehmehrteiler)
- 1987: Sansibar oder Der letzte Grund
- 1988: Jadup und Boel
- 1989: Die gläserne Fackel (2 Folgen)
- 1989: Brüder, nicht schießen
- 1990: Albert Einstein
- 1991: Das Licht der Liebe
- 1994: Imken, Anna und Maria (3 Folgen)
- 2000: In aller Freundschaft (1 Folge)

## Theater
- 1953: William Shakespeare: Der Widerspenstigen Zähmung – Regie: Martin Flörchinger (Städtische Theater Leipzig – Kammerspiele)
- 1957: Jean Anouilh: Jeanne oder Die Lerche – Regie: Arthur Jopp (Städtische Theater Leipzig – Schauspielhaus)
- 1957: John Millington Synge: The Playboy of the Western World – Regie: Martin Trautwein (Städtische Theater Leipzig – Studio)
- 1958: Carlo Goldoni: Der Lügner – Regie: Arthur Joop (Städtische Theater Leipzig – Schauspielhaus)
- 1958: Molière: Tartuffe – Regie: Otto Lang (Städtische Theater Leipzig – Kammerspiele)
- 1965: Johann Wolfgang von Goethe: Faust. Der Tragödie zweiter Teil (Mephisto)  – Regie: Karl Kayser (Städtische Theater Leipzig – Schauspielhaus)
- 1966: Lajos Mesterházi: Das elfte Gebot (Schriftsteller) – Regie: Horst Smiszek (Städtische Theater Leipzig – Schauspielhaus)
- 1966: Rolf Hochhuth: Der Stellvertreter – Regie: Karl Kayser (Städtische Theater Leipzig – Schauspielhaus)
- 1967: George Farquhar: Pauken und Trompeten – Regie: Hans Michael Richter (Städtische Theater Leipzig – Schauspielhaus)
- 1968: Armand Gatti: V wie Vietnam – Regie: Gotthard Müller (Leipziger Theater – Schauspielhaus)
- 1969: Horst Salomon: Ein Lorbass – Regie: Gotthard Müller (Leipziger Theater – Schauspielhaus)
- 1970: Michail Schatrow: Der 6. Juli (Leipziger Theater – Schauspielhaus)
- 1971: Oscar Wilde: Keine Hochzeit ohne Ernst – Regie: Gotthard Müller (Leipziger Theater – Schauspielhaus)
- 1973: Ignati Dworezki: Der Mann von Außerhalb – Regie: Karl Kayser (Leipziger Theater – Schauspielhaus)
- 1974: Friedrich Schiller: Wallenstein – Regie: Karl Kayser (Leipziger Theater – Schauspielhaus)
- 1975: William Shakespeare: Der Sturm – Regie: Karl Kayser (Leipziger Theater – Schauspielhaus)
- 1977: Wladimir Tendrjakow: Drei Sack Abfallweizen – Regie: Gotthard Müller (Leipziger Theater – Schauspielhaus)
- 1977: Günter Kaltofen/Hans Pfeiffer: Salut an alle Marx – Regie: Gotthard Müller (Leipziger Theater – Kellertheater)
- 1977: Alexander Gelman: Rückkopplung – Regie: Hans Michael Richter (Leipziger Theater – Kellertheater)
- 1979: Anne Habeck-Adameck: Ein Augenblick ist mein gewesen – Regie: Peter Förster (Leipziger Theater – Gohliser Schlösschen)
- 1979: Hermann Kant: Die Aula – Regie: Gotthard Müller (Leipziger Theater – Schauspielhaus)
- 1981: Wladimir Tendrjakow: Abrechnung – Regie: Peter Röll (Leipziger Theater – Kellertheater)
- 1983: Friedrich Schiller: Die Verschwörung des Fiesco zu Genua – Regie: Karl Kayser (Leipziger Theater – Schauspielhaus)
- 1989: William Shakespeare: König Heinrich der Vierte – Regie: Fritz Bennewitz (Leipziger Theater – Schauspielhaus)
- 1990: Christoph Hein: Die Ritter der Tafelrunde – Regie: Gotthard Müller (Leipziger Theater – Neue Szene)

## Hörspiele
- 1970: Hans-Ulrich Lüdemann: Prozeß ohne Urteil (Generalstaatsanwalt) – Regie: Helmut Hellstorff (Hörspiel – Rundfunk der DDR)
- 1983: Jens Simon: Kondolenzbesuch – Regie: Walter Niklaus (Kriminalhörspiel – Rundfunk der DDR)